# Etotama
Etotama (えとたま?) è una serie televisiva anime coprodotta dagli studi Shirogumi ed Encourage Films, trasmessa in Giappone tra il 9 aprile e il 25 giugno 2015. Un adattamento manga è stato serializzato sulla rivista Dengeki Daioh della ASCII Media Works tra il 2014 e il 2016.

## Trama
La storia ruota attorno a Nyaa-tan, il gatto dell'astrologia cinese che vuole diventare un membro dello zodiaco. Molto semplice e affetta da perdite di memoria, Nyaa-tan un giorno incontra Takeru Amato, un liceale che vive da solo ad Akihabara e che si offre di ospitarla a casa sua finché non raggiungerà il suo obiettivo.

## Personaggi

Nya-tan e Takeru Amato

Nyaa-tan (にゃ〜たん?)
Doppiata da: Rie Murakawa
Takeru Amato (天戸 タケル?, Amato Takeru)
Doppiato da: Hiro Shimono
Chū-tan (チュウたん?)
Doppiata da: Sayaka Ōhara
Moo-tan (モ～たん?)
Doppiata da: Eriko Matsui
Shima-tan (シマたん?)
Doppiata da: Yuiko Tatsumi
Usa-tan (ウサたん?)
Doppiata da: Yūka Aisaka
Dora-tan (ドラたん?)
Doppiata da: Maaya Uchida
Shaa-tan (シャアたん?)
Doppiata da: Hitomi Nabatame
Uma-tan (ウマたん?)
Doppiata da: Ari Ozawa
Mei-tan (メイたん?)
Doppiata da: Mai Fuchigami
Kii-tan (キーたん?)
Doppiata da: Megumi Toda
Piyo-tan (ピヨたん?)
Doppiata da: Mikoi Sasaki
Inu-tan (イヌたん?)
Doppiata da: Mariko Honda
Uri-tan (ウリたん?)
Doppiata da: Yumiri Hanamori

## Media

### Manga
L'adattamento manga, scritto da Takashi Hoshi e Tōru Zekū e disegnato da Hiroma Hino, è stato serializzato sul Dengeki Daioh della ASCII Media Works tra i numeri di gennaio 2014 e gennaio 2016. I vari capitoli sono stati raccolti in tre volumi tankōbon, che sono stati pubblicati tra il 27 novembre 2014 e il 27 gennaio 2016.

#### Volumi
| Nº | Data di prima pubblicazione | Data di prima pubblicazione | Data di prima pubblicazione |
| Nº | Giapponese                  | Giapponese                  |                             |
| -- | --------------------------- | --------------------------- | --------------------------- |
| 1  | 27 novembre 2014            | ISBN 978-4-04-866838-5      |                             |
| 2  | 27 aprile 2015              | ISBN 978-4-04-865085-4      |                             |
| 3  | 27 gennaio 2016             | ISBN 978-4-04-865645-0      |                             |

### Anime
La serie televisiva anime, prodotta dalla Shirogumi e dalla Encourage Films, è andata in onda sulle televisioni giapponesi dal 9 aprile al 25 giugno 2015. La regia è a cura di Fumitoshi Oizaki e Takamitsu Hirakawa, mentre il soggetto è stato scritto da Deko Akao. Le sigle di apertura e chiusura sono rispettivamente Retry Rendezvous (リトライ☆ランデヴー?, Ritorai Randevū) di Rie Murakawa e blue moment delle Soruraru BOB (un gruppo formato da diverse doppiatrici della serie). In Italia e nel resto del mondo, ad eccezione dell'Asia, gli episodi sono stati trasmessi in streaming, in contemporanea col Giappone, da Crunchyroll.

#### Episodi
| Nº | Titolo italiano Giapponese 「Kanji」 - Rōmaji                                         | In onda        | In onda |
| Nº | Titolo italiano Giapponese 「Kanji」 - Rōmaji                                         | Giapponese     |         |
| 1  | L'esuberante ragazza gatto 「猫娘揚々」 - Neko yōyō                                   | 9 aprile 2015  |         |
| 2  | Lo strano e passionale amore del Bue 「愛縁奇牛」 - Aien ki gyū                       | 16 aprile 2015 |         |
| 3  | Cuore spericolato 「亥突猛心」 - Chototsu mōshin                                      | 23 aprile 2015 |         |
| 4  | Occhi da coniglio, orecchie da coniglio 「兎目兎耳」 - Tomoku toji                    | 30 aprile 2015 |         |
| 5  | Il nutrimento rinforzante della Pecora 「滋羊強壮」 - Jiyō kyōsō                      | 7 maggio 2015  |         |
| 6  | Le tre risate dello schema della Tigre 「虎計三笑」 - Kokei sanshō                    | 14 maggio 2015 |         |
| 7  | Un destino lungo e serpentino 「縁縁長蛇」 - En en chōda                              | 21 maggio 2015 |         |
| 8  | Un cavaliere forte come mille gatti 「一騎当猫」 - Ikkitō nyan                        | 28 maggio 2015 |         |
| 9  | La bellezza dei fiori, dei passi di uccello e della luna 「花鳥歩月」 - Kachō fugetsu | 4 giugno 2015  |         |
| 10 | Eterna pervertita 「永久変態」 - Eikyū hentai                                         | 11 giugno 2015 |         |
| 11 | Scambio gatto/topo 「猫鼠異道」 - Byōso idō                                           | 18 giugno 2015 |         |
| 12 | Eto in piena fioritura 「干支繚乱」 - Eto ryōran                                      | 25 giugno 2015 |         |